# Passagem de roupa radical

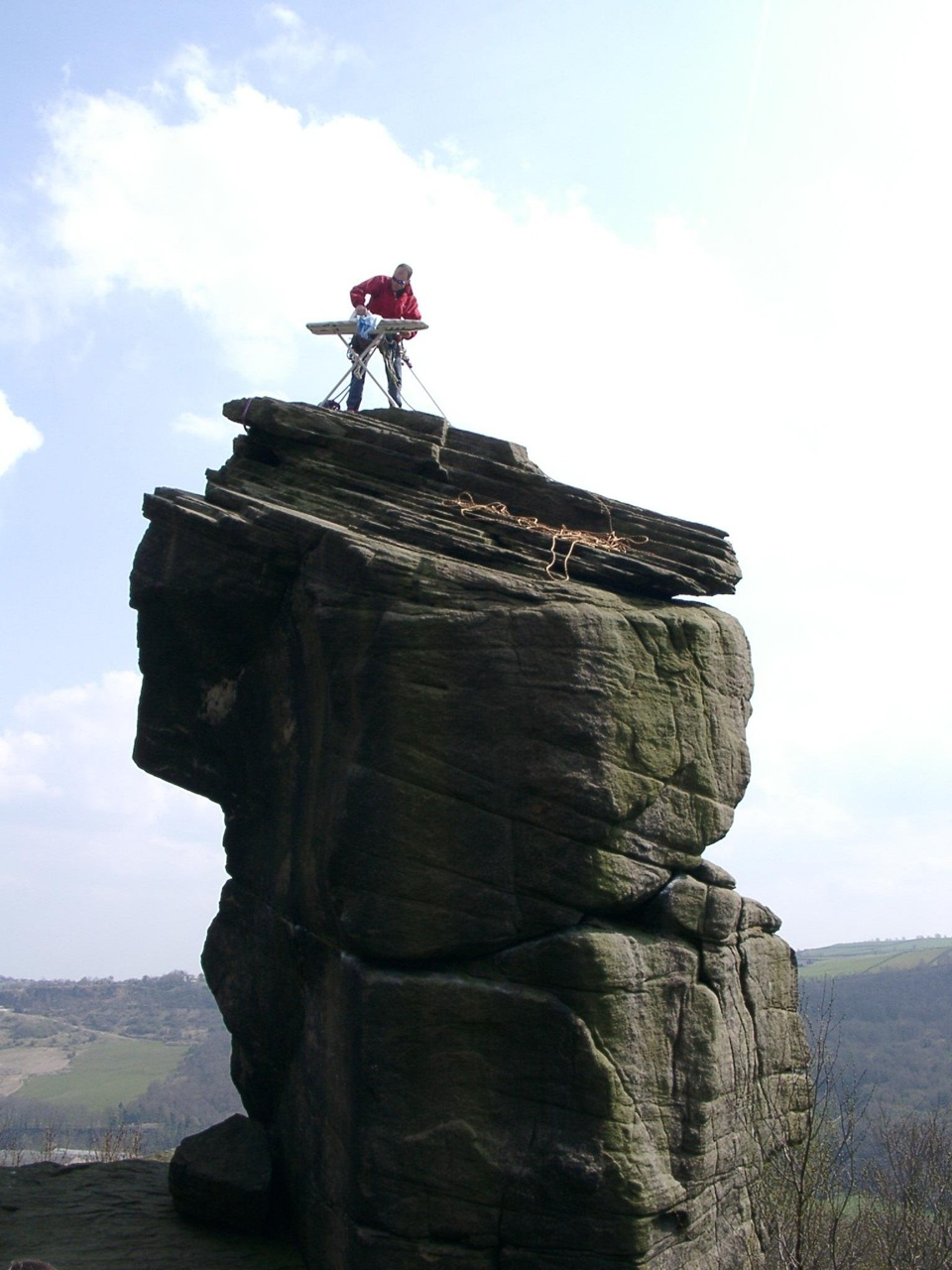
Passagem de roupa radical em Rivelin Rocks, Reino Unido

Passagem de roupa radical (Extreme Ironing ou EI, no original em língua inglesa) é um esporte radical e uma arte performática na qual indivíduos levam tábuas de passar roupa a locais remotos e passam itens de vestuário. A prática é definida por seus idealizadores como "um esporte de adrenalina, que combina as emoções de uma atividade radical ao ar livre com a satisfação de uma camisa bem engomada".
Parte da atração e do interesse que a mídia demonstrou em relação à passagem de roupa radical parece ser o debate sobre se este realmente seria um esporte ou não. O consenso geral é de que ele é, antes de tudo, irônico.
Entre os locais onde a prática foi realizada estão a subida de uma montanha, uma floresta, uma descida de canoa, uma descida de snowboard, no topo de imensas estátuas de bronze, no meio da rua, em mergulhos subaquáticos, durante uma corrida de keirin, durante um salto de paraquedas e sob a cobertura de gelo de um lago. As apresentações são conduzidas tanto solo quanto em grupo.

## História
O esporte teria surgido em 1997 em Leicester, Inglaterra, no quintal do praticante de esportes radicais Phil Shaw. Ele havia voltado para casa após um árduo dia de trabalho em uma fábrica de artigos de malha, se deparando com uma pilha de roupas para passar. Preferindo a ideia de uma noite fora escalando, ele decidiu combinar as duas atividades em um novo esporte radical. Em junho de 1999, Shaw, que usa o pseudônimo "Steam", embarcou em uma turnê internacional para divulgar a atividade, passando pelos Estados Unidos, Fiji, Nova Zelândia, Austrália e África do Sul, entre outros países. Um encontro com turistas alemães na Nova Zelândia levou à formação de um grupo chamado "Extreme Ironing International" e ao surgimento de uma divisão alemã chamada German Extreme Ironing Section (GEIS).
A passagem de roupa radical ganhou atenção internacional após a exibição de um documentário chamado Extreme Ironing: Pressing for Victory, produzido pela Wag TV para o Channel 4. O programa acompanhou os esforços da equipe britânica e sua eventual conquista das medalhas de bronze e de ouro no 1° Campeonato Mundial de Passagem de Roupa Radical na Alemanha. Uma história paralela registrou a rivalidade entre o Extreme Ironing Bureau (EIB) e um grupo dissidente chamado Urban Housework, que tentava estabelecer seu próprio esporte radical baseado na limpeza a vácuo. O filme foi exibido posteriormente pelo National Geographic Channel.